# The Rumbling
The Rumbling ist ein Lied der japanischen Rock-/Metalband SiM, welches am 7. Februar 2022 via Pony Canyon zunächst auf digitaler Ebene als Musikdownload und Musikstreaming veröffentlicht wurde.
Es ist im Vorspann der Anime-Fernsehserie Attack on Titan zu hören und brachte der Gruppe erstmals internationale Aufmerksamkeit ein. Mit dem Lied erreichte die Gruppe zum Beispiel erstmals außerhalb Japans Chartnotierungen.
Das Lied weist eine Spiellänge von drei Minuten und 40 Sekunden auf und ist in seiner Originalversion auf der ebenfalls im Jahr 2022 veröffentlichten EP Beware zu finden, während eine orchestrale Version des Liedes auf dem ein Jahr später herausgebrachten Album Playdead zu hören ist.

## Hintergrund und Veröffentlichung
The Rumbling ist die erste Veröffentlichung der Band nach ihrem Wechsel zum japanischen Musiklabel Pony Canyon und wurde als Vorspannlied zum zweiten Part der vierten Staffel der Anime-Fernsehserie Attack on Titan genutzt. Das Lied wurde nicht vorab angekündigt, allerdings wurde die 90-sekündige Fernsehfassung des Liedes am 9. Januar 2022, dem Tag der Ausstrahlung der ersten Episode des zweiten Abschnitts der vierten Staffel im japanischen Fernsehen, offiziell veröffentlicht, ehe etwas später die Herausgabe des kompletten Liedes auf digitaler Ebene für den 7. Februar gleichen Jahres angekündigt wurde.
Am 25. Mai wurde das Lied auf Vinyl veröffentlicht, wobei die Pressung auf 5.000 Stück limitiert ist. Das Lied ist auf der im September desselben Jahres veröffentlichten EP Beware enthalten. Eine orchestrale Version des Liedes ist auf dem 2023 veröffentlichten, sechsten Studioalbum Playdead zu finden.

## Entstehung
Geschrieben wurde das Lied in englischer Sprache im 4/4-Takt mit einem Tempo von 145 BpM, wobei die Haupttonart F-Moll ist. Komponiert wurde das Lied für die Anime-Fernsehserie Attack on Titan von den Musikern der Band, wobei Sänger Mah sich zudem für das Schreiben des Liedtextes verantwortlich zeigte. In der Serie ist das Lied im Vorspann des zweiten Abschnitts der vierten Staffel zu hören.
Laut einem Interview mit Sänger Mah, welches auf einer speziellen Homepage zum Lied veröffentlicht wurde, entstand das Lied bereits zwischen Mai und Juni des Jahres 2021, nachdem die Band von ihrem Label Pony Canyon das Angebot erhielt, ein Lied für den Anime zu schreiben. In diesem Zug schrieben er und Show-Hate an vier Liedern, wovon letztendlich The Rumbling ausgewählt wurde. Anders als bei früheren Werken der Band, haben die Musiker Streichinstrumente und einen Refrain eingebunden um das Feeling früherer Titellieder der Serie zu erhalten, wobei sie mit dem Einbau eines Reggae-Parts zur Mitte des Liedes dennoch ihren musikalischen Wurzeln treu geblieben sind.
In einem Interview mit Dennis Müller vom deutschen Fuze Magazine erklärte Mah, dass es eine Herausforderung gewesen sei, auf die früheren Titellieder von Attack on Titan zu reagieren. Dieses Lied beschreibt im Gegensatz zu früheren Titelliedern, welche die Sichtweisen der Menschen in den Vordergrund rückten, die Perspektive der Titanen.

## Musikvideo
Am 2. März 2023 wurde das offizielle Musikvideo zu The Rumbling auf der Videoplattform YouTube veröffentlicht, nachdem dieses in zwei Trailervideos drei Wochen zuvor angeteasert wurde.
Es entstand unter der Regie von Taiyo Yamamoto und zeigt die Musiker in einem Setting, dass an Attack on Titan angelehnt ist. Dieses wurde mithilfe der Greenscreen-Technik realisiert. Zudem war das Produktionsteam Inni Vision, welches bereits zuvor mehrfach mit der Band zusammenarbeitete, an der Entstehung des Videos involviert.
Aktuell (Stand: 25. November 2023) wurde das Video mehr als 53,5 Millionen Mal auf YouTube aufgerufen.

## Kommerzieller Erfolg
Das Lied entwickelte sich für die Band zu einem kommerziellen Erfolg und bescherte den Musikern ihre ersten Chartplatzierungen außerhalb Japans. So erreichte das Stück vor seiner offiziellen Veröffentlichung bereits Notierungen in den genrebezogenen Hard-Rock-Songs, den Hard-Rock-Digital-Song-Sales und den Hot-Rock-&-Alternative-Songs-Charts des US-amerikanischen Magazins Billboard, ehe es nach der Herausgabe auf Platz 5 der Billboard Bubbling Under Hot 100 einstieg und eine offizielle Chartnotierung in den Billboard Hot 100 knapp verpasste.
Im Vereinigten Königreich erreichte das Lied eine Notierung in den Rock-&-Metal-Singlecharts der Official Charts Company, wo es auf Platz 23 einstieg. In Ungarn stieg das Lied auf Platz 28 der offiziellen Singlecharts ein. In Neuseeland stieg das Lied auf Platz 31 der Hot-Singles-Charts ein.
Das Lied erreichte mit Platz 92 seine Höchstposition in den Billboard Global 200. In den Billboard Japan Hot 100 erreichte The Rumbling mit Platz 67 seine Spitzenposition. In den offiziellen Oricon-Singlecharts stieg das Lied auf Platz 28 ein und hielt sich zwei Wochen lang in den Charts auf.

## Auszeichnungen und Nominierungen
Bei den siebten Crunchyroll Anime Awards, die im März des Jahres 2023 vergeben wurden, erhielt das Lied zwei Auszeichnungen. Es wurde als Bester Animesong und als Bester Vorspann geehrt.
The Rumbling wurde bei den neunten Anime Trending Awards in der Kategorie Vorspann des Jahres nominiert und auf den fünften Platz gewählt. Außerdem war The Rumbling in der Kategorie Beste Vorspannsequenz bei den Japan Expo Awards nominiert, wurde jedoch nicht ausgezeichnet.
| Jahr | Auszeichnung             | Kategorie                      | Resultat  | Quellen |
| ---- | ------------------------ | ------------------------------ | --------- | ------- |
| 2022 | Winter 2022 Anime Awards | Favorite Opening Theme Song    | 3. Platz  | [ 25 ]  |
| 2023 | Anime Trending Awards    | Opening Theme Song of the Year | 5. Platz  | [ 23 ]  |
| 2023 | Crunchyroll Anime Awards | Bester Vorspann                | Gewonnen  | [ 22 ]  |
| 2023 | Crunchyroll Anime Awards | Bester Animesong               | Gewonnen  | [ 22 ]  |
| 2023 | Japan Expo Awards        | Daruma – Meilleur Opening      | Nominiert | [ 24 ]  |